# Indice sans dividendes
 (février 2022).
Si vous disposez d'ouvrages ou d'articles de référence ou si vous connaissez des sites web de qualité traitant du thème abordé ici, merci de compléter l'article en donnant les références utiles à sa vérifiabilité et en les liant à la section « Notes et références ».
Un indice sans dividendes ou indice de prix (Price return index en anglais) est un indice boursier qui mesure la performance des prix d'un groupe de composants, mais qui ne tient pas compte des distributions de dividendes. En cela, ce type d'indice diffère d'un indice avec dividendes réinvestis.
Un indice sans dividendes ne considère que les mouvements de prix (gains ou pertes en capital) des titres qui composent l'indice, tandis qu'un indice avec dividendes réinvestis inclut les dividendes, les intérêts, les droits de souscription et autres distributions réalisées sur une période de temps donnée. L'examen du rendement d'un indice avec dividendes réinvestis est une mesure de performance plus significative que celle avec un indice sans dividendes.
L'indice boursier américain S&P 500 ou l'indice boursier français CAC 40 sont des exemples d'indices sans dividendes et l'indice boursier allemand DAX est un exemple d'indice avec dividendes réinvestis.